# Oscar Araiz
Oscar Araiz (Punta Alta, 2 de diciembre de 1940) es un destacado coreógrafo y director de danza argentino, considerado como uno de los iniciadores de la danza contemporánea en su país.

## Trayectoria
Hijo de Eugenio Araiz y Elvira Amado, escritora, poeta y psicóloga social.
Realizó estudios de danza moderna y composición con Dore Hoyer, Élide Locardi y Renate Schottelius. También se formó con María Ruanova, Pedro Martínez, Amalia Lozano y Tamara Grigorieva. Estudió danza clásica en la Escuela del Teatro Argentino de La Plata. Cursó estudios complementarios de pintura, música, historia del arte y administración cultural. Se especializó en la composición coreográfica. Como bailarín formó parte del Ballet del Teatro Argentino de La Plata e integró el Grupo Cámara de Dore Hoyer.
En 1968, creó el Ballet del Teatro San Martín, compañía con la que presentó sus trabajos Symphonia, Magnificat, Romeo y Julieta y La consagración de la primavera, y de la cual fue su director artístico.
En 1979 fue director del Ballet Estable del Teatro Colón. Desde 1980 hasta 1988, fue director de la Danse del Grand Théâtre de Genève, Suiza. 
Entre 1990 y 1997, dirigió el Ballet Contemporáneo del Teatro San Martín junto a Renate Schottelius y Doris Petroni. De 2002 a 2003, fue director de Danza del Teatro Argentino de La Plata.
Se ha desempeñado como coreógrafo en importantes teatros y compañías de ballet como el Teatro Colón, Ballet Nacional Chileno (BANCH), Royal Winnipeg Ballet, Ballet Théâtre Contemporain (Angers, Francia), Ballet del Teatro Municipal (Río de Janeiro, Brasil), Ballet del Teatro Municipal de Sao Paulo (Sao Paulo, Brasil), Stockholm Opera Ballet (Suecia), Finnish Ballet (Finlandia), Paris Opera Ballet (Francia), Joffrey Ballet (New York, EE. UU.), Ballet du Grand Théâtre (Ginebra, Suiza), Grupo Corpo de Belo Horizonte, Brasil, Bat-dor (Tel Aviv, Israel), Roma Opera Ballet, Berlín Opera Ballet, Het National Ballet (Ámsterdam, Holanda), Staatstheater Ballet (Bonn, Wiesbaden, Alemania), National Ballet Company (Lisboa, Portugal), Group Motion Multimedia Dance Theater de Philadelphia (EE. UU.).
Para el Ballet Estable del Teatro Colón creó Estancia, El mandarín maravilloso y Sueño de una noche de verano. Estuvo a cargo las coreografías de las óperas Bomarzo y Moisés y Aarón. Para el Ballet del Teatro Argentino de La Plata creó El canto de Orfeo, Halo, La pazzía senile y Daphnes y Chloe.
Colaboró con el Royal Winnipeg Ballet de Canadá con Eternity is now, Escenas de familia y Adagietto (con música de Gustav Mahler), con el Joffrey Ballet de Nueva York con Romeo y Julieta  de Serguéi Prokófiev, y Heptagon de Francis Poulenc, Junto al Ballet del Grand Théâtre de Genève, presentó Pulcinella, El beso, Rapsodia, Tango (de A. Stampone), Ibérica, Matías el pintor, El mar, Los siete pecados capitales, Noche transfigurada, El carnaval de los animales, El público, Child Alice, Quimera, Los cuatro temperamentos, y realizó la puesta en escena de La Cenicienta de Rossini. 
Junto al Ballet Contemporáneo del Teatro San Martín estrenó "Stelle", Numen, de Arvo Pärt, Noche de ronda, Boquitas pintadas (basado en la novela de Manuel Puig) codirigido con Renata Schussheim, y Bestiario, con música del compositor español Jerónimo Maesso, estrenado con los solistas Julio Bocca y Eleonora Cassano, en el Teatro de la Zarzuela de Madrid el 15 de septiembre de 1992, con motivo de la celebración del Quinto Centenario.
Estuvo a cargo de la puesta en escena y la coreografía de la ópera La púrpura de la rosa, para el Grand Théâtre de Genève, en coproducción con el Teatro de la Zarzuela de Madrid (1999), de "Diario de un desaparecido" de L. Janacek, para el Centro Experimental del Teatro Colón. En 2004, presentó su versión del cuento Torito de Julio Cortázar en el Centro Cultural Recoleta. En teatro colaboró con David Stivel ("Libertad, libertad, libertad") y codirigió Don Fausto de Pedro Orgambide con Emilio Alfaro.
A lo largo de su carrera también se dedicó a la docencia, dictando numerosos cursos y seminarios sobre Composición. 
Dirige la carrera de Danza contemporánea de ARTE XXI, el Área de Danza de la Universidad de San Martín (2010/2018) y el Grupo de Danza UNSAM (2009/2018)
Trabajó en cine realizando las coreografías de las películas Tango argentino (1969) de Simón Feldman, Canción desesperada de Jorge Coscia (1996), El Fausto criollo de Luis Saslavsky (1979) y Luces de mis zapatos (1973), de Luis Puenzo. También colaboró en óperas, instalaciones y exposiciones.
Fue premiado en numerosas oportunidades. Obtuvo el Premio Konex de Platino en 1989 como el más importante coreógrafo de la Argentina hasta ese momento, y en 1999 obtuvo el Diploma al Mérito Konex. En 2019 nuevamente recibió otro Konex, esta vez el de Brillante, la máxima distinción que otorga la Fundación Konex. En 1997, fue nombrado miembro de la Academia Nacional de Música. Obtuvo tres premios de la Asociación de Cronistas del Espectáculo (ACE) por su versión de la obra Boquitas pintadas. Doctor honoris causa Universidad Nacional de San Martín (2016). 
Su versión de Romeo y Julieta en el Teatro Colón recibió el Premio Clarín 2005 como mejor obra de danza.
En el 2005 y 2006, se desempeñó como director artístico del Ballet Estable del Teatro Colón.

## Filmografía
- Tango argentino de Simón Feldman (1969)
- Canción desesperada de Jorge Coscia (1996)
- El Fausto criollo de Luis Saslavsky (1979)
- Luces de mis zapatos de Luis Puenzo (1973)
- “Escribir en el aire” de Paula De Luque
- “Puro Juego” de Daniel Evans y Oscar Araiz (2023)

## Premios y reconocimientos
- 1989:	Premio Konex de Platino: Coreógrafo[1]
- 1990: Premio María Ruanova
- 1999: Premio Konex - Diploma al Mérito: Coreógrafo
- 2000: Premio Apes, premio de la Crítica Santiago de Chile
- 2003: Premio Clarín por la coreografía Sueño de una Noche de Verano
- 2004: Premio Clarín por la coreografía Boquitas Pintadas
- 2005: Premio Clarín por la coreografía Romeo y Julieta
- 2006: Premio a la Trayectoria del Fondo Nacional de las Artes, Argentina
- 2016: Doctor honoris causa Universidad Nacional de San Martín
- 2019: Premio Konex de Platino - Coreógrafo
- 2019: Premio Konex de Brillante - Música Clásica
- 2021: Premio Shakespeare otorgado por la Fundación Romeo y la Embajada Británica en Buenos Aires.